# Flundrefiskar
Flundrefiskar (Pleuronectidae) är en familj av fiskar. Flundrefiskar ingår i ordningen plattfiskar (Pleuronectiformes). Enligt Catalogue of Life omfattar familjen Pleuronectidae 104 arter.
Familjens medlemmar förekommer främst i havet men några arter vistas i bräckt vatten och ett fåtal kan hittas i sötvatten. Havslevande flundrefiskar saknas bara i Antarktiska oceanen. Hos vuxna exemplar ligger båda ögon vanligen på kroppens högra sida. Dessutom saknar vuxna flundrefiskar simblåsa. Den högra sidan av bålen har pigment och den kan anpassa sig till undergrundens färg. Ryggfenan börjar ofta på huvudet och går över nästan hela ryggen. Arterna jagar andra fiskar och ryggradslösa djur som lever nära havets botten. Flundrefiskar vistas allmänt i havsområden som är upp till 1000 meter djupa. Enligt en taxonomisk studie från 1998 fördelas arterna på tre underfamiljer Poecilopsettinae, Rhombosoleinae och Paralichthodinae.

## Släkten av flundrefiskar, i alfabetisk ordning[1][2]
- Acanthopsetta
- Ammotretis
- Atheresthes
- Azygopus
- Cleisthenes
- Clidoderma
- Colistium
- Dexistes
- Embassichthys
- Eopsetta
- Glyptocephalus
- Hippoglossoides
- Hippoglossus
- Hypsopsetta
- Isopsetta
- Kareius
- Lepidopsetta
- Limanda
- Liopsetta
- Lyopsetta
- Marleyella
- Microstomus
- Nematops
- Oncopterus
- Paralichthodes
- Parophrys
- Pelotretis
- Peltorhamphus
- Platichthys
- Pleuronectes
- Pleuronichthys
- Poecilopsetta
- Psammodiscus
- Psettichthys
- Pseudopleuronectes
- Reinhardtius
- Rhombosolea
- Tanakius
- Taratretis
- Verasper